# الوحدة العاشرة الخفيفة للأسطول
الوحدة العاشرة الخفيفة للأسطول (بالإيطالية: Decima Flottiglia MAS)‏ كانت وحدة الضفادع المغاوير الإيطالية التابعة للأسطول الملكي الإيطالي التي دُشنت خلال الحقبة الفاشية. كانت فترة نشاطها فيما بين مارس 1941 إلى سبتمبر 1943.